# Elma (Nowy Jork)
Elma – miasto w Stanach Zjednoczonych, w stanie Nowy Jork, w hrabstwie Erie.